# Phantastenmuseum

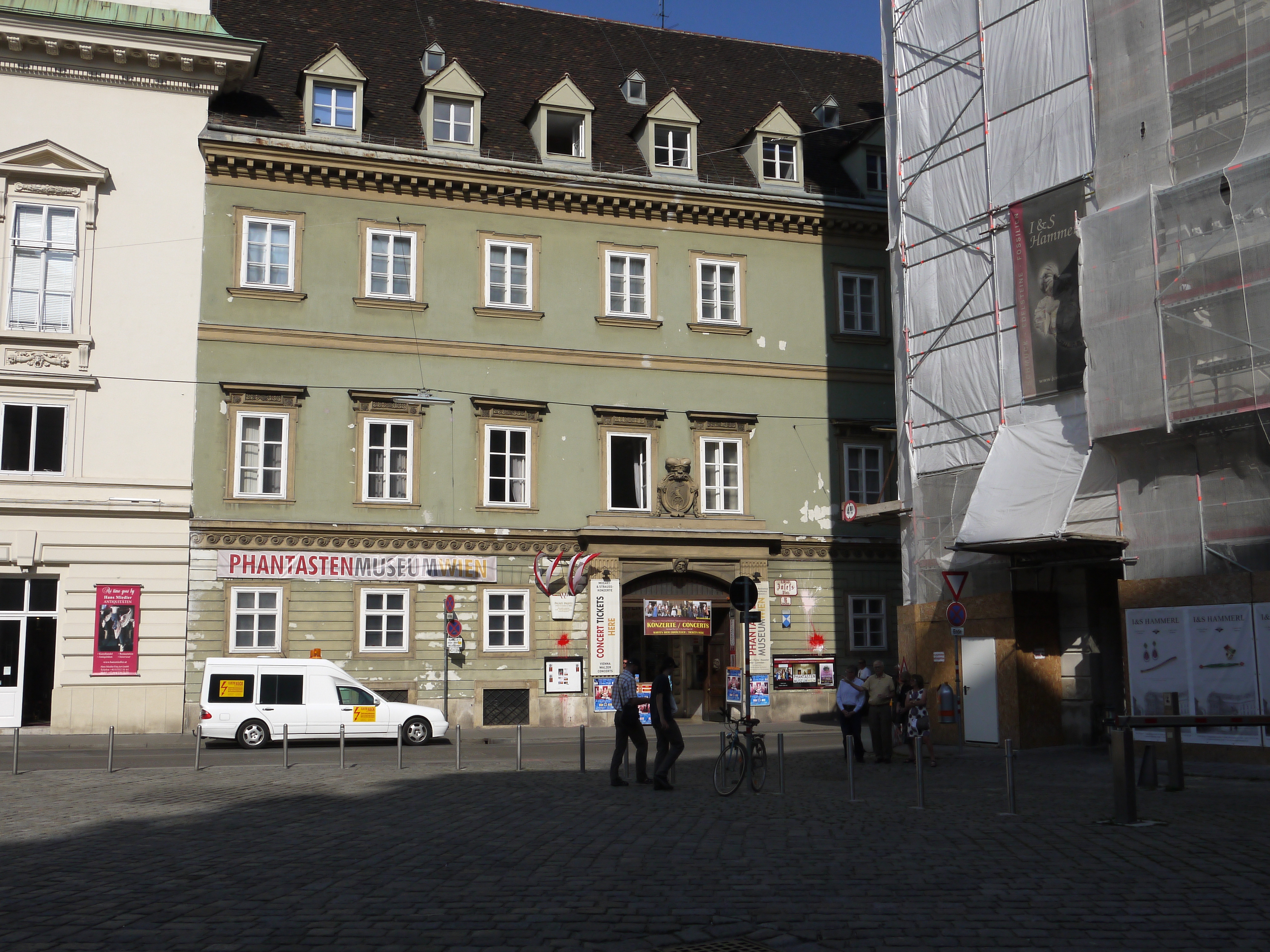
Fasaden till det gamla, oansenliga Palais Pálffy där "fantaster" inom konsten fått ett stadigvarande museum.

Phantastenmuseum är ett museum i Palais Pálffy vid Josefsplatz i Wiens innerstad. 

## Utformning och innehåll
Phantastenmuseum visar upp utvecklingen av fantastisk-realistisk, surrealistisk och "visionär" konst från efterkrigstiden och senare i Österrike. En öppningsceremoni för museet ägde rum 15 januari 2011 i närvaro av Österrikes förbundspresident Heinz Fischer. Till museet används delar av den historiska renässansbyggnaden Palais Pálffy, vilken renoverades på 1950-talet för skador huset fått under kriget. Mittemot en konsertsal, som funnits tidigare i huset på första våningen, finns ett konstgalleri. Det handlar om ett 150 m² stort rum ämnat för separatutställningar. Själva museet upptar hela övervåningen och är indelat i tolv olika sektioner, till exempel en för "impulsgivare" med verk av bland andra Edgar Jené. Kärnan utgörs av verk ur Den fantastiska realismens skola i Wien. Vid sidan av museiverken visas dokument kring konstnärerna liksom porträtt av dem. 

### Fotnoter
1. ↑  ”Museum för fantaster öppnat” (på tyska). ORF Wien. 15 januari 2011. Arkiverad från originalet den 25 maj 2012. https://archive.is/20120525163337/http://wiev1.orf.at/stories/493004. Läst 10 augusti 2011.